# Alice di Francia (1151-1198)
Alice di Francia (1151 – 1198) fu contessa consorte di Blois, Châteaudun e Chartres e Provins dal 1164 al 1191 e reggente della contea dal 1190 al 1191.

## Origine
Sia secondo il cronista e monaco benedettino inglese, Matteo di Parigi, che secondo la Chronica Albrici Monachi Trium Fontium, Alice era la figlia secondogenita di Luigi VII, detto il Giovane, re di Francia, e della duchessa d'Aquitania e Guascogna e contessa di Poitiers, Eleonora d'Aquitania, che, ancora secondo la Chronica Albrici Monachi Trium Fontium, era la figlia primogenita del duca di Aquitania, duca di Guascogna e conte di Poitiers, Guglielmo X il Tolosano e della sua prima moglie, Aénor di Châtellerault († dopo il 1130), figlia del visconte Americo I di Châtellerault e della Maubergeon, che al momento della sua nascita era l'amante di suo nonno Guglielmo IX il Trovatore.
Luigi VII, detto il Giovane, era il figlio maschio secondogenito del re di Francia Luigi VI e Adelaide di Savoia(1092 - 1154), che era figlia del conte di Savoia, Umberto II di Savoia (1065 – 1103), e di Gisella di Borgogna (ca. 1070 - aprile 1133), a sua volta figlia di Guglielmo I di Borgogna (1020 – Besançon, 1087), detto il Grande o l'Ardito, conte di Borgogna, conte di Mâcon e conte di Vienne.
Alice era la sorellastra del re di Francia, Filippo Augusto, ma anche dei re d'Inghilterra, Riccardo Cuor di Leone e Giovanni Senzaterra.

## Biografia

conti di Blois

Nel 1147, i suoi genitori, Luigi VII, detto il Giovane, ed Eleonora d'Aquitania, presero parte alla Seconda crociata, che si concluse con lo scacco subito a Damasco (mancata conquista della città), nel 1148, oltre ad altri fattori crearono dissapori tra i coniugi, che rientrarono in patria, separatamente, nel 1149.
Nel 1152, su richiesta di Luigi, il matrimonio fu annullato per consanguineità, ed i suoi genitori si separarono; Alice rimase alla corte di Francia col padre, mentre la madre si risposò col conte d'Angiò e duca di Normandia, Enrico, futuro re d'Inghilterra.
Nel 1154 suo padre si risposò con Costanza di Castiglia (1140-1160), figlia di Alfonso VII di Castiglia (1105-1157), re di Castiglia, León, Asturie e Galizia.
Nel 1160 suo padre, Luigi VII, rimasto vedovo, si risposò con Adèle di Champagne, stabilendo che Alice avrebbe sposato un fratello di sua moglie, come ci conferma la Chronica Albrici Monachi Trium Fontium.
Nel 1164, come conferma il cronista e monaco benedettino inglese, Matteo di Parigi, Alice aveva sposato il conte di Blois, Châteaudun, Chartres e Provins, Tebaldo V detto il Buono (1129-1191), che, sia secondo Guglielmo arcivescovo della città di Tiro, nell'odierno Libano, che secondo la Chronica Albrici Monachi Trium Fontium Tebaldo era il figlio maschio secondogenito del conte di Blois, di Chartres e di Châteaudun, Provins, signore di Sancerre e Amboise (Tebaldo IV), e poi conte di Conte di Champagne (conte di Troyes e conte di Meaux Tebaldo II), Tebaldo e della moglie, che sempre secondo la Chronica Albrici Monachi Trium Fontium era Matilde di Carinzia ( ca. 1106; † 1160) del Casato degli Sponheim, figlia del Margravio d'Istria, duca di Carinzia e reggente della Marca di Verona, Enghelberto e di Uta di Passau.
Suo marito, Tebaldo partecipò alla terza crociata, e Alice, nel 1190, alla partenza del marito, assunse la reggenza della contea, come conferma il documento n° XXXIII datato 1190, degli Archives de la Maison-Dieu de Châteaudun.
Secondo lo storico britannico e noto medievalista e bizantinista, Steven Runciman, suo marito, Tebaldo, morì di dissenteria, all'Assedio di San Giovanni d'Acri (1189-1191); anche il cronista e monaco benedettino inglese, Matteo di Parigi, elenca Tebaldo assieme al fratello Stefano, conte di Sancerre (Theodbaldus Bloeensis comes, Stephanus frater eius comes), nei nobili che morirono durante l'assedio.
Alla morte di Tebaldo, nel titolo di conte di Blois, gli succedette il figlio Luigi.
Alice morì nel 1198; nel documento n° XLV di quell'anno degli Archives de la Maison-Dieu de Châteaudun, Alice viene citata per l'ultima volta; secondo gli  Obituaires de Sens Tome II, Eglise cathédrale de Chartres, Obituaire du xii siècle, Alice morì il giorno 11 settembre.

## Figli
Alice a Tebaldo diede sette figli:
- Tebaldo († prima del 1190), che secondo il documento n° XXV degli Archives de la Maison-Dieu de Châteaudun era ancora vivo nel 1183[17];
- Luigi[17] († 1205), conte di Blois, Chartres e di Clermont, sposo di Caterina di Clermont;
- Enrico († prima del 1190)[17];
- Filippo (dopo il 1183[17] - † maggio 1202), infatti nel documento n° LXXIV del maggio 1202, viene citato ancora in vita dal fratello, Luigi[18], dal documento successivo n° LXXV sempre del maggio 1202, non viene più citato[19];
- Margherita[17] (1170-1230), contessa di Blois e Châteaudun, sposatasi verso il 1183 con Ugo III d'Oisy, visconte di Cambrai[20](† 1189), poi verso il 1190 con Ottone I di Borgogna[21] († 1200), e infine con Gualtiero d'Avesnes signore di Guisa[20] († 1246);
- Isabella (prima del 1183)[17] - † 1248), contessa di Chartres e Romorantin, sposata, in prime nozze con Sulpice d'Amboise, poi, in seconde nozze, con Jean de Montmirail, visconte di Cambrai († 1244);
- Adelaide (dopo il 1183[17] - † prima del maggio 1202) in quanto non viene citata nel documento n° LXXIV del maggio 1202[18], mentre viene ancora citata nel documento n° LI del 1200[22]; fu badessa di Fontevraud nel 1190.

## Ascendenza
|                          |                          |                               | Genitori                      |  |  | Nonni |  |  | Bisnonni             |  |  | Trisnonni           |  |
|                          |                          |                               |                               |  |  |       |  |  | Filippo I di Francia |  |  | Enrico I di Francia |  |
|                          |                          |                               |                               |  |  |       |  |  | Filippo I di Francia |  |  | Enrico I di Francia |  |
|                          |                          | Anna di Kiev                  |                               |  |  |       |  |  | Filippo I di Francia |  |  |                     |  |
| Luigi VI di Francia      |                          |                               |                               |  |  |       |  |  | Filippo I di Francia |  |  |                     |  |
|                          |                          | Berta d'Olanda                | Fiorenzo I d'Olanda           |  |  |       |  |  |                      |  |  |                     |  |
|                          |                          | Berta d'Olanda                | Fiorenzo I d'Olanda           |  |  |       |  |  |                      |  |  |                     |  |
|                          |                          | Berta d'Olanda                | Gertrude Billung              |  |  |       |  |  |                      |  |  |                     |  |
| Luigi VII di Francia     |                          | Berta d'Olanda                |                               |  |  |       |  |  |                      |  |  |                     |  |
|                          |                          | Umberto II di Savoia          | Amedeo II di Savoia           |  |  |       |  |  |                      |  |  |                     |  |
|                          |                          | Umberto II di Savoia          | Amedeo II di Savoia           |  |  |       |  |  |                      |  |  |                     |  |
|                          |                          | Umberto II di Savoia          | Giovanna di Ginevra           |  |  |       |  |  |                      |  |  |                     |  |
| Adelaide di Savoia       |                          | Umberto II di Savoia          |                               |  |  |       |  |  |                      |  |  |                     |  |
|                          |                          | Giselda di Borgogna           | Guglielmo I di Borgogna       |  |  |       |  |  |                      |  |  |                     |  |
|                          |                          | Giselda di Borgogna           | Guglielmo I di Borgogna       |  |  |       |  |  |                      |  |  |                     |  |
|                          |                          | Giselda di Borgogna           | Stefania di Borgogna          |  |  |       |  |  |                      |  |  |                     |  |
| Alice di Francia         |                          | Giselda di Borgogna           |                               |  |  |       |  |  |                      |  |  |                     |  |
|                          | Guglielmo IX d'Aquitania | Guglielmo VIII di Aquitania   |                               |  |  |       |  |  |                      |  |  |                     |  |
|                          | Guglielmo IX d'Aquitania | Guglielmo VIII di Aquitania   |                               |  |  |       |  |  |                      |  |  |                     |  |
|                          | Guglielmo IX d'Aquitania | Hildegarda di Borgogna        |                               |  |  |       |  |  |                      |  |  |                     |  |
| Guglielmo X di Aquitania | Guglielmo IX d'Aquitania |                               |                               |  |  |       |  |  |                      |  |  |                     |  |
|                          |                          | Filippa di Tolosa             | Guglielmo IV di Tolosa        |  |  |       |  |  |                      |  |  |                     |  |
|                          |                          | Filippa di Tolosa             | Guglielmo IV di Tolosa        |  |  |       |  |  |                      |  |  |                     |  |
|                          |                          | Filippa di Tolosa             | Emma di Mortain               |  |  |       |  |  |                      |  |  |                     |  |
| Eleonora d'Aquitania     |                          | Filippa di Tolosa             |                               |  |  |       |  |  |                      |  |  |                     |  |
|                          |                          | Aymeric I di Châtellerault    | Bosone II di Châtellerault    |  |  |       |  |  |                      |  |  |                     |  |
|                          |                          | Aymeric I di Châtellerault    | Bosone II di Châtellerault    |  |  |       |  |  |                      |  |  |                     |  |
|                          |                          | Aymeric I di Châtellerault    | Aleanor de Thouars            |  |  |       |  |  |                      |  |  |                     |  |
| Aénor di Châtellerault   |                          | Aymeric I di Châtellerault    |                               |  |  |       |  |  |                      |  |  |                     |  |
|                          |                          | Dangereuse de L'Isle Bouchard | Barthélemy de l'Isle Bouchard |  |  |       |  |  |                      |  |  |                     |  |
|                          |                          | Dangereuse de L'Isle Bouchard | Barthélemy de l'Isle Bouchard |  |  |       |  |  |                      |  |  |                     |  |
|                          |                          | Dangereuse de L'Isle Bouchard | Tcheletis de Trèves           |  |  |       |  |  |                      |  |  |                     |  |
|                          |                          | Dangereuse de L'Isle Bouchard |                               |  |  |       |  |  |                      |  |  |                     |  |

### Fonti primarie
- (LA) William of Tyre, Historia rerum in partibus transmarinis gestarum..
- (LA) Matthæi Parisiensis, monachi Sancti Albani, Chronica majora, vol I..
- (LA) Matthæi Parisiensis, monachi Sancti Albani, Chronica majora, vol II..
- (LA) Archives de la Maison-Dieu de Châteaudun..
- (LA) Obituaires de la province de Sens. Tome 2..
- (LA) Chronique de Robert de Torigni, abbé du Mont-Saint-Michel, tome II..
- (LA) Monumenta Germaniae Historica, Scriptores, tomus XIII. URL consultato il 1º marzo 2020 (archiviato dall'url originale il 12 ottobre 2014)..
- (LA) Monumenta Germanica Historica, tomus XXIII. URL consultato il 1º marzo 2020 (archiviato dall'url originale il 29 maggio 2014)..
- (LA) Ordericus Vitalis, Historia Ecclesiastica, vol. II..
- (LA) Ordericus Vitalis, Historia Ecclesiastica, vol. unicum..
- (LA) ORDERICI VITALIS, ECCLESIASTICtE historije, LIBRI TREDECIM., TOMUS III (TXT)..
- (FR) Recueil des historiens des croisades. Historiens occidentaux. Tome II..
- (LA) Recueil de chartes et documents de Saint-Martin-des-Champs, tome III..

### Letteratura storiografica
- Louis Halphen, La Francia: Luigi VI e Luigi VII (1108-1180), in «Storia del mondo medievale», cap. XVII, vol. V, 1999, pp. 705–739